# Тумшук
Тумшук (уйг. تۇمشۇق‎, кит. упр. 图木舒克, пиньинь Túmùshūkè) — городской уезд в Синьцзян-Уйгурском автономном районе КНР. Не входит ни в какие административные единицы, а подчиняется напрямую правительству автономного района.

## История
Ещё когда Бань Чао завоевал Западный край, в 17 году здесь был основан город Лупаньту (麓磐橐城), позднее переименованный в Танван (唐王城). Благодаря древней истории на территории Тумшука имеется много археологических памятников.
В 1950 году уезд Маралбаши был разделён на шесть районов, и эти места вошли в состав Района №3. В 1958 году шесть районов уезда были преобразованы в пять коммун, и здесь была создана коммуна Тумшук (图木休克公社).
Решением Госсовета КНР от 17 сентября 2002 года Тумшук был выделен из состава уезда Маралбаши в отдельный городской уезд, подчинённый непосредственно правительству Синьцзян-Уйгурского автономного района.

## Административное деление
Тумшук делится на 3 уличных комитета и 21 посёлок.

## Произведения искусства
Тумшук — хорошо известное место археологических раскопок сериндского искусства.
- Тумшук. Сцены проповеди Будды. VII век н. э.
- Сериндское искусство. Статуя Будды из Тумшука, Синьцзян. V век.